# Семёновский сельсовет (Коммунистический район)
Семёновский сельсовет — упразднённая административно-территориальная единица, существовавшая на территории Московской губернии и Московской области до 1954 года.
Семёновский сельсовет был образован в первые годы советской власти. По данным 1918 года он входил в состав Рогачёвской волости Дмитровского уезда Московской губернии.
По данным 1926 года в состав сельсовета входили село Семёновское, деревни Горчаково, Нестерцево, Сальково и Селино.
В 1929 году Семёновский с/с был отнесён к Дмитровскому району Московского округа Московской области.
27 февраля 1935 года Семёновский с/с был передан в Коммунистический район.
14 июня 1954 года Семёновский с/с был упразднён. При этом его территория была передана в Кульпинский с/с.